# Abdullah Çatlı
Abdullah Çatlı (* 1. Juni 1956 in Nevşehir; † 3. November 1996 in Balıkesir) war eine umstrittene Figur, die mit politischen Morden der paramilitärischen Organisation der Grauen Wölfe in Verbindung gebracht wird. Er wurde wegen Drogenhandels rechtskräftig verurteilt.

## Biografie
Çatlı wuchs in Nevşehir im zentralanatolischen Kappadokien auf.
Zusammen mit Haluk Kırcı wird er für das Bahçelievler-Massaker verantwortlich gemacht, bei dem am 9. Oktober 1978 sieben Mitglieder der Arbeiterpartei der Türkei ermordet wurden. Nach der Tat soll er mit dem italienischen Neofaschisten und Rechtsterroristen Stefano Delle Chiaie, zu dem er engen Kontakt pflegte, in den Vereinigten Staaten und Südamerika herumgereist sein. Er soll den Papst-Attentäter Mehmet Ali Ağca bei der Ermordung von Milliyet-Chefredakteur Abdi İpekçi am 2. Februar 1979 unterstützt haben. Später soll er dabei geholfen haben, Ağca aus einem Istanbuler Gefängnis zu befreien.
Am 3. Mai 1984 soll er maßgeblich am Bombenanschlag in Paris auf das armenische Mahnmal zum Großen Völkermord beteiligt gewesen sein.
Laut einem Bericht des Magazins Le Monde diplomatique (1997) soll er 1985 in Rom ausgesagt haben, ihm sei vom deutschen Geheimdienst BND Geld angeboten worden, wenn er den bulgarischen und den russischen Geheimdienst mit dem Papstattentat in Verbindung brächte. Des Weiteren sagte er aus, er habe Ağca die Waffe für das Papstattentat besorgt. Çatlı wird auch für die Organisation des Attentats insgesamt verantwortlich gemacht, für das der Mafiaboss Bekir Çelenk den Grauen Wölfen drei Millionen Mark gezahlt haben soll.
Zum Zeitpunkt seines Todes wurde Çatlı von Interpol gesucht, nachdem er 1990 aus einem Schweizer Gefängnis ausgebrochen war, wo er eine Haftstrafe wegen Drogenhandels absaß.
Çatlı starb 1996 bei einem Autounfall in der Nähe von Susurluk. Dies löste den sogenannten Susurluk-Skandal aus, da mit ihm im Auto Hüseyin Kocadağ, der Chef von Ankaras Polizeidepartement, und Sedat Edip Bucak, ein Parlamentsabgeordneter der DYP aus Urfa saßen. Außerdem wurden bei ihm ein vom damaligen Innenminister Mehmet Ağar persönlich unterschriebener Pass gefunden. Im Kofferraum des Wagens fand die Polizei zwei Maschinenpistolen, fünf Pistolen mit Schalldämpfern, Wanzen sowie einen gefälschten Zufahrtsausweis für das türkische Parlamentsgelände. Çatli hatte sechs Personalausweise bei sich, mit jeweils unterschiedlichen Namen, und einen Diplomatenpass, der ihn als Finanzinspektor auswies.

## Nach seinem Tod
Über Abdullah Çatlı wurden mehrere Bücher geschrieben, darunter eine Biographie von seiner Tochter Gökçen Çatlı.
Im Zuge der Ermittlungen zur Ergenekon-Organisation tauchten Dokumente auf, die belegen sollen, dass Çatlı vom türkischen Inlandsgeheimdienst MİT finanziell unterstützt wurde.
Sein Grab befindet sich in seiner Geburtsstadt Nevşehir, zu seinem Todestag treffen sich seine Anhänger zu Gedenkveranstaltungen.
2024 beschloss die Stadtverwaltung einen zentralen Platz der Stadt nach ihm zu benennen.